# Веласка (Монца и Бријанца)
Веласка је насеље у Италији у округу Монца и Бријанца, региону Ломбардија.
Према процени из 2011. у насељу је живело 1703 становника. Насеље се налази на надморској висини од 211 м.